# Borussia Verein für Leibesübungen 1900 Mönchengladbach 1965-1966
Questa voce raccoglie le informazioni riguardanti il Borussia Verein für Leibesübungen 1900 Mönchengladbach nelle competizioni ufficiali della stagione 1965-1966.

## Stagione
Nella stagione 1965-1966 il Borussia Mönchengladbach, allenato da Hennes Weisweiler, concluse il campionato di Bundesliga al 13º posto. In Coppa di Germania il Borussia Mönchengladbach fu eliminato al primo turno dal Borussia Neunkirchen.

## Rosa
| N. |                           | Ruolo | Calciatore        |
| -- | ------------------------- | ----- | ----------------- |
|    | Jugoslavia (bandiera)     | P     | Jovan Ćurčić      |
|    | Germania Ovest (bandiera) | P     | Rudolf Krätschmer |
|    | Germania Ovest (bandiera) | P     | Manfred Orzessek  |
|    | Germania Ovest (bandiera) | D     | Heinz de Lange    |
|    | Germania Ovest (bandiera) | D     | Arno Ernst        |
|    | Germania Ovest (bandiera) | D     | Albert Jansen     |
|    | Germania Ovest (bandiera) | D     | Heinz Lowin       |
|    | Germania Ovest (bandiera) | D     | Gerd Schommen     |
|    | Germania Ovest (bandiera) | D     | Manfred Vitus     |
|    | Germania Ovest (bandiera) | D     | Berti Vogts       |
|    | Germania Ovest (bandiera) | D     | Walter Wimmer     |
|    | Germania Ovest (bandiera) | D     | Heinz Wittmann    |

| N. |                           | Ruolo | Calciatore           |
| -- | ------------------------- | ----- | -------------------- |
|    | Germania Ovest (bandiera) | C     | Gerhard Elfert       |
|    | Germania Ovest (bandiera) | C     | Egon Milder          |
|    | Germania Ovest (bandiera) | C     | Günter Netzer        |
|    | Germania Ovest (bandiera) | C     | Rudolf Pöggeler      |
|    | Germania Ovest (bandiera) | C     | Heinz-Willi Raßmanns |
|    | Germania Ovest (bandiera) | C     | Werner Waddey        |
|    | Germania Ovest (bandiera) | A     | Günter Funke         |
|    | Germania Ovest (bandiera) | A     | Jupp Heynckes        |
|    | Germania Ovest (bandiera) | A     | Herbert Laumen       |
|    | Germania Ovest (bandiera) | A     | Bernd Rupp           |
|    | Germania Ovest (bandiera) | A     | Erwin Spinnler       |

## Calciomercato

### Sessione estiva
| Acquisti | Acquisti       | Acquisti                | Acquisti |
| R.       | Nome           | da                      | Modalità |
| -------- | -------------- | ----------------------- | -------- |
| P        | Jovan Ćurčić   | Partizan                |          |
| A        | Erwin Spinnler | Borussia M'gladbach U19 |          |
| D        | Berti Vogts    | VfR Büttgen             |          |

| Cessioni | Cessioni       | Cessioni               | Cessioni |
| R.       | Nome           | a                      | Modalità |
| -------- | -------------- | ---------------------- | -------- |
| D        | Uwe Blotenberg | Borussia M'gladbach II |          |
| A        | Werner Weigel  | MVV                    |          |

## Risultati

### Bundesliga

#### Girone di andata
| Arbitro: | Riegg |

|             |           |            |
| Wingert 41’ | Marcatori | 21’ Elfert |

| Arbitro: | Wengenmayer |

|                                            |           |  |
| Heynckes 40’, 74’ Rupp 51’ Netzer 64’, 90’ | Marcatori |  |

| Arbitro: | Spinnler |

|                                        |           |                           |
| Witlatschil 42’ (rig.), 58’ Zaczyk 80’ | Marcatori | 1’, 77’ Heynckes 30’ Rupp |

| Gelsenkirchen 4 settembre 1965, ore 16:00 CET 4ª giornata | Schalke 04 | 0 – 0 referto | Borussia M'gladbach | Glückauf-Kampfbahn (35 000 spett.)\| Arbitro: \| Link \| |
| Arbitro:                                                  | Link       |               |                     |                                                          |

| Arbitro: | Lutz |

|                                                   |           |                                                          |
| Milder 43’ (rig.) Rupp 59’ Netzer 63’, 70’ (rig.) | Marcatori | 22’ (rig.), 64’, 73’ (rig.) Emmerich 49’ Sturm 69’ Wosab |

| Arbitro: | Fritz |

|                                                            |           |  |
| Dörfel 2’ Pohlschmidt 6’ Wulf 27’ Seeler 80’ Dieckmann 90’ | Marcatori |  |

| Arbitro: | Regely |

|            |           |                          |
| Netzer 33’ | Marcatori | 43’ Ohlhauser 78’ Müller |

| Arbitro: | Fritz |

|                         |           |                         |
| Strehl 56’ Allemann 58’ | Marcatori | 15’ Heynckes 76’ Milder |

| Arbitro: | Ott |

|                              |           |  |
| Netzer 53’ (rig.) Laumen 75’ | Marcatori |  |

| Arbitro: | Schulenburg |

|             |           |                                 |
| Geisert 79’ | Marcatori | 18’ Netzer 70’ (aut.) Schneider |

| Arbitro: | Seekamp |

|                  |           |  |
| Netzer 2’ (rig.) | Marcatori |  |

| Arbitro: | Deuschel |

|                            |           |                               |
| Krämer 22’ Mielke 25’, 40’ | Marcatori | 6’ (rig.) Netzer 89’ Heynckes |

| Arbitro: | Tschenscher |

|                      |           |                                 |
| Heynckes 6’ Rupp 75’ | Marcatori | 15’ Müller 30’ Löhr 48’ Thielen |

| Arbitro: | Siebert |

|                               |           |  |
| Lorenz 73’ Höttges 75’ (rig.) | Marcatori |  |

| Arbitro: | Ott |

|          |           |               |
| Rupp 80’ | Marcatori | 28’ Konietzka |

| Arbitro: | Gusenburger |

|                             |           |          |
| Lotz 28’ Grabowski 68’, 90’ | Marcatori | 58’ Rupp |

| Arbitro: | Handwerker |

|              |           |  |
| Heynckes 18’ | Marcatori |  |

#### Girone di ritorno
| Arbitro: | Herden |

|                                       |           |            |
| Pöggeler 40’ Rupp 49’, 65’ Netzer 69’ | Marcatori | 51’ Heiden |

| Berlino 15 gennaio 1966, ore 14:15 CET 19ª giornata | Tasmania Berlino | 0 – 0 referto | Borussia M'gladbach | Stadio Olimpico (827 spett.)\| Arbitro: \| Link \| |
| Arbitro:                                            | Link             |               |                     |                                                    |

| Arbitro: | Schulenburg |

|            |           |               |
| Laumen 61’ | Marcatori | 11’ Kentschke |

| Arbitro: | Kreitlein |

|               |           |  |
| Rupp 68’, 88’ | Marcatori |  |

| Arbitro: | Wengenmayer |

|                        |           |          |
| Emmerich 52’, 75’, 84’ | Marcatori | 79’ Rupp |

| Mönchengladbach 26 febbraio 1966, ore 15:00 CET 23ª giornata | Borussia M'gladbach | 0 – 0 referto | Amburgo | Bökelbergstadion (33 000 spett.)\| Arbitro: \| Handwerker \| |
| Arbitro:                                                     | Handwerker          |               |         |                                                              |

| Arbitro: | Ohmsen |

|                                                         |           |                              |
| Drescher 11’ Nowak 38’, 43’ Brenninger 48’ Koulmann 57’ | Marcatori | 12’ Netzer 44’ (rig.) Milder |

| Arbitro: | Schulenburg |

|                                                                |           |                                        |
| Netzer 5’, 38’ Heynckes 12’, 28’, 52’ Elfert 29’ Rupp 81’, 84’ | Marcatori | 19’ Flachenecker 57’ Brungs 82’ Strehl |

| Arbitro: | Gusenburger |

|                                      |           |              |
| Rodekamp 11’ Siemensmeyer 63’ (rig.) | Marcatori | 13’ Heynckes |

| Arbitro: | Kreitlein |

|                            |           |  |
| Milder 43’ (rig.) Rupp 90’ | Marcatori |  |

| Arbitro: | Deuschel |

|                                                               |           |  |
| Waldner 29’ Weiß 30’ Lowin 42’ (aut.) Sieloff 53’ (rig.), 59’ | Marcatori |  |

| Arbitro: | Siebert |

|          |           |                 |
| Rupp 78’ | Marcatori | 40’, 82’ Mielke |

| Arbitro: | Handwerker |

|                     |           |                            |
| Müller 57’ Regh 88’ | Marcatori | 77’ (rig.) Milder 82’ Rupp |

| Arbitro: | Betz |

|  |           |                                                               |
|  | Marcatori | 10’, 67’, 76’, 87’ Dausmann 65’ Schütz 75’ Ferner 85’ Höttges |

| Arbitro: | Spinnler |

|                                |           |                      |
| Konietzka 36’, 49’ Küppers 45’ | Marcatori | 25’, 81’, 83’ Laumen |

| Arbitro: | Ohmsen |

|            |           |                           |
| Laumen 51’ | Marcatori | 20’ Huberts 65’ Friedrich |

| Arbitro: | Eisemann |

|           |           |                  |
| Ulsaß 65’ | Marcatori | 11’ (aut.) Brase |

### Coppa di Germania
| Arbitro: | Redelfs |

|                                    |           |          |
| Rupp 15’, 27’, 33’, 84’ Netzer 21’ | Marcatori | 49’ Kamp |

| Arbitro: | Siebert |

|  |           |          |
|  | Marcatori | 117’ May |

## Statistiche

### Statistiche di squadra
| Competizione      | Punti | In casa | In casa | In casa | In casa | In casa | In casa | In trasferta | In trasferta | In trasferta | In trasferta | In trasferta | In trasferta | Totale | Totale | Totale | Totale | Totale | Totale | DR  |
| Competizione      | Punti | G       | V       | N       | P       | Gf      | Gs      | G            | V            | N            | P            | Gf           | Gs           | G      | V      | N      | P      | Gf     | Gs     | DR  |
| ----------------- | ----- | ------- | ------- | ------- | ------- | ------- | ------- | ------------ | ------------ | ------------ | ------------ | ------------ | ------------ | ------ | ------ | ------ | ------ | ------ | ------ | --- |
| Bundesliga        | 29    | 17      | 8       | 3       | 6       | 36      | 27      | 17           | 1            | 8            | 8            | 21           | 41           | 34     | 9      | 11     | 14     | 57     | 68     | -11 |
| Coppa di Germania | -     | 2       | 1       | 0       | 1       | 5       | 2       | 0            | 0            | 0            | 0            | 0            | 0            | 2      | 1      | 0      | 1      | 5      | 2      | +3  |
| Totale            | 29    | 19      | 9       | 3       | 7       | 41      | 29      | 17           | 1            | 8            | 8            | 21           | 41           | 36     | 10     | 11     | 15     | 62     | 70     | -8  |

### Andamento in campionato
| Giornata  | 1  | 2 | 3 | 4 | 5 | 6  | 7  | 8  | 9  | 10 | 11 | 12 | 13 | 14 | 15 | 16 | 17 | 18 | 19 | 20 | 21 | 22 | 23 | 24 | 25 | 26 | 27 | 28 | 29 | 30 | 31 | 32 | 33 | 34 |
| --------- | -- | - | - | - | - | -- | -- | -- | -- | -- | -- | -- | -- | -- | -- | -- | -- | -- | -- | -- | -- | -- | -- | -- | -- | -- | -- | -- | -- | -- | -- | -- | -- | -- |
| Luogo     | T  | C | T | T | C | T  | C  | T  | C  | T  | C  | T  | C  | T  | C  | T  | C  | C  | T  | C  | C  | T  | C  | T  | C  | T  | C  | T  | C  | T  | C  | T  | C  | T  |
| Risultato | N  | V | N | N | P | P  | P  | N  | V  | V  | V  | P  | P  | P  | N  | P  | V  | V  | N  | N  | V  | P  | N  | P  | V  | P  | V  | P  | P  | N  | P  | N  | P  | N  |
| Posizione | 10 | 4 | 2 | 6 | 8 | 13 | 13 | 13 | 11 | 9  | 9  | 10 | 12 | 12 | 12 | 13 | 12 | 10 | 10 | 10 | 10 | 10 | 10 | 11 | 10 | 11 | 10 | 11 | 11 | 11 | 12 | 12 | 13 | 13 |

Legenda:

Luogo: C = Casa; T = Trasferta. Risultato: V = Vittoria; N = Pareggio; P = Sconfitta.

### Statistiche dei giocatori
| Giocatore     | Bundesliga | Bundesliga | Bundesliga  | Bundesliga | Coppa di Germania | Coppa di Germania | Coppa di Germania | Coppa di Germania | Totale   | Totale | Totale      | Totale     |
| Giocatore     | Presenze   | Reti       | Ammonizioni | Espulsioni | Presenze          | Reti              | Ammonizioni       | Espulsioni        | Presenze | Reti   | Ammonizioni | Espulsioni |
| ------------- | ---------- | ---------- | ----------- | ---------- | ----------------- | ----------------- | ----------------- | ----------------- | -------- | ------ | ----------- | ---------- |
| G. Elfert     | 14         | 2          | 0           | 0          | 1                 | 0                 | 0                 | 0                 | 15       | 2      | 0           | 0          |
| A. Ernst      | 3          | 0          | 0           | 0          | 0                 | 0                 | 0                 | 0                 | 3        | 0      | 0           | 0          |
| G. Funke      | 0          | 0          | 0           | 0          | 0                 | 0                 | 0                 | 0                 | 0        | 0      | 0           | 0          |
| J. Heynckes   | 27         | 12         | 0           | 0          | 2                 | 0                 | 0                 | 0                 | 29       | 12     | 0           | 0          |
| A. Jansen     | 30         | 0          | 0           | 1          | 2                 | 0                 | 0                 | 0                 | 32       | 0      | 0           | 1          |
| R. Krätschmer | 6          | 0          | 0           | 0          | 1                 | 0                 | 0                 | 0                 | 7        | 0      | 0           | 0          |
| H. Laumen     | 22         | 6          | 0           | 0          | 0                 | 0                 | 0                 | 0                 | 22       | 6      | 0           | 0          |
| H. Lowin      | 19         | 0          | 0           | 0          | 0                 | 0                 | 0                 | 0                 | 19       | 0      | 0           | 0          |
| E. Milder     | 22         | 5          | 0           | 0          | 1                 | 0                 | 0                 | 0                 | 23       | 5      | 0           | 0          |
| G. Netzer     | 31         | 13         | 0           | 0          | 2                 | 1                 | 0                 | 0                 | 33       | 14     | 0           | 0          |
| M. Orzessek   | 28         | 0          | 0           | 0          | 1                 | 0                 | 0                 | 0                 | 29       | 0      | 0           | 0          |
| R. Pöggeler   | 24         | 1          | 0           | 0          | 2                 | 0                 | 0                 | 0                 | 26       | 1      | 0           | 0          |
| H. Raßmanns   | 6          | 0          | 0           | 0          | 0                 | 0                 | 0                 | 0                 | 6        | 0      | 0           | 0          |
| B. Rupp       | 34         | 16         | 0           | 0          | 2                 | 4                 | 0                 | 0                 | 36       | 20     | 0           | 0          |
| G. Schommen   | 0          | 0          | 0           | 0          | 0                 | 0                 | 0                 | 0                 | 0        | 0      | 0           | 0          |
| E. Spinnler   | 5          | 0          | 0           | 0          | 0                 | 0                 | 0                 | 0                 | 5        | 0      | 0           | 0          |
| M. Vitus      | 0          | 0          | 0           | 0          | 0                 | 0                 | 0                 | 0                 | 0        | 0      | 0           | 0          |
| B. Vogts      | 34         | 0          | 0           | 0          | 2                 | 0                 | 0                 | 0                 | 36       | 0      | 0           | 0          |
| W. Waddey     | 15         | 0          | 0           | 0          | 2                 | 0                 | 0                 | 0                 | 17       | 0      | 0           | 0          |
| W. Wimmer     | 23         | 0          | 0           | 0          | 2                 | 0                 | 0                 | 0                 | 25       | 0      | 0           | 0          |
| H. Wittmann   | 31         | 0          | 0           | 0          | 2                 | 0                 | 0                 | 0                 | 33       | 0      | 0           | 0          |
| H. de Lange   | 0          | 0          | 0           | 0          | 0                 | 0                 | 0                 | 0                 | 0        | 0      | 0           | 0          |
| J. Ćurčić     | 0          | 0          | 0           | 0          | 0                 | 0                 | 0                 | 0                 | 0        | 0      | 0           | 0          |